# Synterína
Synterína (Synterina) är en ort i Grekland.   Den ligger i prefekturen Nomarchía Anatolikís Attikís och regionen Attika, i den sydöstra delen av landet, 40 km sydost om huvudstaden Aten. Synterína ligger 193 meter över havet och antalet invånare är 214.
Terrängen runt Synterína är huvudsakligen kuperad, men österut är den platt.  Närmaste större samhälle är Vári, 20,0 km nordväst om Synterína. Omgivningarna runt Synterína är i huvudsak ett öppet busklandskap.